# Sportjahr 1878
Liste der Sportjahre

◄◄ | ◄ | 1874 | 1875 | 1876 | 1877 | Sportjahr 1878 | 1879 | 1880 | 1881 | 1882 | ► | ►►

Weitere Ereignisse

## Ereignisse

### Veranstaltungen
- 13. April: Oxford besiegt Cambridge im Boat Race in 22′15″.
- 15. bis 20. Juli: Wimbledon Championships 1878
- 14. Oktober: Im englischen Sheffield wird das erste Fußballmatch unter Flutlicht gespielt. Vier Bogenlampen der Firma Siemens sorgen für die Beleuchtung auf dem Spielfeld des FC Sheffield.

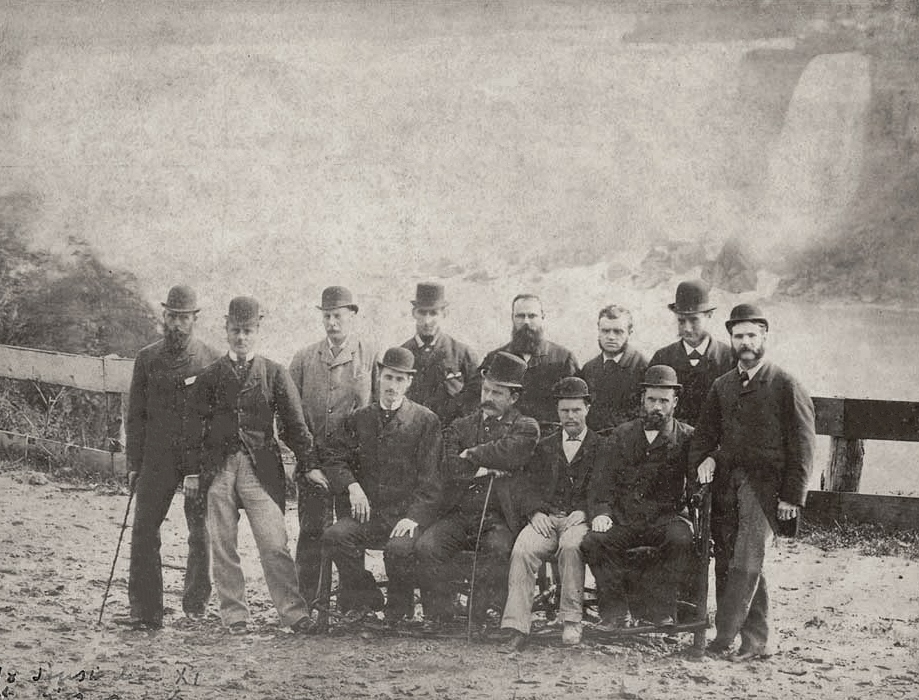
Das Australische Team 1878 vor den Niagarafällen

- Die australische Cricket-Nationalmannschaft unternimmt eine Tour durch Großbritannien, wobei sie auch einen Abstecher in die Vereinigten Staaten macht.
- Auf der Radrennbahn Preston Park in Brighton werden die ersten Rennen gefahren.

### Vereinsgründungen
- Februar: Der Fußballverein Blackburn Olympic wird gegründet.
- 5. März: Der englische Fußballverein Manchester United wird von Mitarbeitern der Lancashire and Yorkshire Railway als Newton Heath LYR gegründet.
- 14. September: Ferdinand Wilhelm Fricke gründet mit einigen anderen Schülern den Sportverein Hannover 78, in dem vorwiegend Rugby und Hockey gespielt wird.
- 16. Oktober: Der Ipswich Town Football Club wird gegründet.
- Der Augsburger EV wird gegründet, der älteste Eissport treibende Verein in Deutschland.
- Der Fußballverein St. Domingo's F.C. wird gegründet. Ein Jahr später ändert er seinen Namen in FC Everton.
- Der Fußballverein Grimsby Pelham wird gegründet.

### Medien

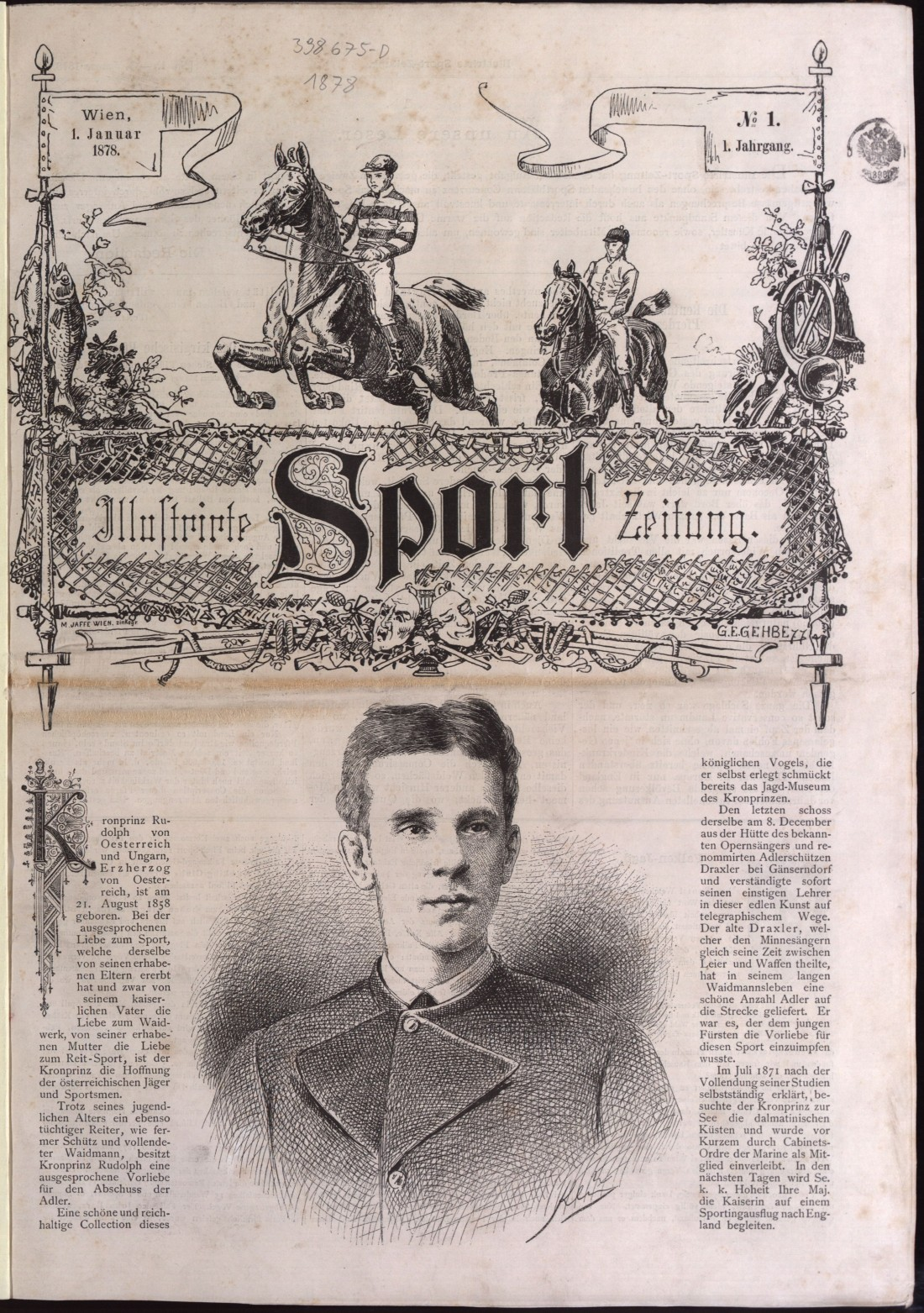
Illustrierte Sport-Zeitung

- Am 1. Januar erscheint die erste Ausgabe der Illustrierte Sport-Zeitung.

## Geboren

### Januar
- 01. Januar: Jean Pradairol, französischer Turner († 1965)
- 01. Januar: Robert Walthour, US-amerikanischer Radrennfahrer († 1949)
- 04. Januar: Karel Beukema, niederländischer Tennisspieler († 1908)
- 09. Januar: George Harvey, südafrikanischer Sportschütze († 1960)
- 10. Januar: Dickie Boon, kanadischer Eishockeyspieler († 1961)
- 10. Januar: John McLean, US-amerikanischer Leichtathlet († 1955)
- 13. Januar: Geert Lotsij, niederländischer Ruderer († 1959)
- 13. Januar: Henrik Østervold, norwegischer Ruderer († 1957)
- 16. Januar: Henry Mayer, deutscher Radrennfahrer († 1955)
- 19. Januar: Herbert Chapman, englischer Fußballspieler und Trainer († 1934)
- 24. Januar: Johannes Runge, deutscher Leichtathlet († 1949)
- 25. Januar: Charles Hefferon, südafrikanischer Leichtathlet († 1932)
- 25. Januar: Henri Moreno, französischer Turner († 1950)
- 28. Januar: Frederick Humphreys, britischer Tauzieher († 1954)
- 29. Januar: John Cregan, US-amerikanischer Leichtathlet († 1965)

### Februar
- 01. Februar: George Campbell, kanadischer Lacrossespieler († 1972)
- 01. Februar: Thoralf Glad, norwegischer Segler († 1969)
- 01. Februar: Alfréd Hajós, ungarischer Schwimmer († 1955)
- 08. Februar: Willem Hesselink, niederländischer Fußballspieler († 1973)
- 11. Februar: Walter Ewing, kanadischer Sportschütze († 1945)
- 11. Februar: Peder Lykkeberg, dänischer Schwimmer († 1944)
- 20. Februar: Gustav Rau, deutscher Hürdenläufer († unbekannt)
- 22. Februar: Gaston Alibert, französischer Fechter († 1917)
- 25. Februar: Eduard Meijer, niederländischer Schwimmer und Wasserballspieler († 1929)
- 27. Februar: George Bryant, US-amerikanischer Bogenschütze († 1938)
- 28. Februar: Harry Elkes, US-amerikanischer Radrennfahrer († 1903)

### März
- 05. März: Gaston Salmon, belgischer Fechter († 1917)
- 05. März: Dimitrios Tomprof, griechischer Leichtathlet († unbekannt)
- 14. März: Kristian Pedersen, dänischer Turner († 1917)
- 15. März: Marcel Meyer de Stadelhofen, Schweizer Sportschütze und Radsportfunktionär († 1973)
- 15. März: Miroslav Šustera, tschechoslowakischer Leichtathlet und Ringer († 1961)
- 17. März: Henry Hoek, deutscher Geologe, Meteorologe, Bergsteiger, Skifahrer und Schriftsteller († 1951)
- 19. März: Joseph Ravannack, US-amerikanischer Ruderer († 1910)
- 22. März: Jakab Kauser, ungarischer Stabhochspringer († 1925)
- 22. März: Michel Théato, luxemburgischer Leichtathlet († 1905)
- 25. März: František Janda-Suk, tschechoslowakischer Leichtathlet († 1955)
- 30. März: Robert Huber, finnischer Sportschütze († 1946)
- 31. März: Jack Johnson, US-amerikanischer Boxer († 1946)
- 000März: Frederick Simpson, kanadischer Marathonläufer († 1945)

### April
- 01. April: Frank Dixon, kanadischer Lacrossespieler († 1932)
- 05. April: Albert Champion, französisch-US-amerikanischer Rad- und Motorradrennfahrer († 1927)
- 05. April: Paul Weinstein, deutscher Leichtathlet († 1964)
- 10. April: Edwin Jacob, britischer Segler († 1964)
- 13. April: Johannes van Hoolwerff, niederländischer Segler († 1962)
- 14. April: William Anderson, britischer Leichtathlet († 1915)
- 16. April: Albert Corey, französischer Langstreckenläufer († 1926)
- 16. April: Semp Russ, US-amerikanischer Tennisspieler († 1978)
- 16. April: Erik Wallerius, schwedischer Segler († 1967)
- 17. April: Albert Canet, französischer Tennisspieler und -funktionär († 1930)
- 17. April: Dimitrios Petrokokkinos, griechischer Tennisspieler († 1942)
- 21. April: Chris Forney, US-amerikanischer Tennisspieler († 1912)
- 24. April: Jules Lecoutre, französischer Turner († 1962)
- 25. April: William Merz, US-amerikanischer Turner und Leichtathlet († 1946)
- 27. April: John Rimmer, britischer Leichtathlet († 1962)
- 30. April: Fernand Gabriel, französischer Automobilrennfahrer († 1943)

### Mai
- 01. Mai: Poul Hartmann, dänischer Ruderer († 1969)
- 04. Mai: Wilhelm Ritzenhoff, deutscher Leichtathlet und Tauzieher († 1954)
- 05. Mai: Thomas Glen-Coats, britischer Segler († 1954)
- 10. Mai: John Field-Richards, britischer Motorbootfahrer († 1959)
- 17. Mai: Edwin Mills, britischer Tauzieher († 1946)
- 18. Mai: Johannes Terwogt, niederländischer Ruderer († 1977)
- 21. Mai: Glenn Curtiss, US-amerikanischer Rennfahrer, Luftfahrtpionier, Pilot und Unternehmer († 1930)
- 26. Mai: Lucien Huteau, französischer Fußballtorhüter († 1975)

### Juni
- 03. Juni: Barney Oldfield, US-amerikanischer Automobilrennfahrer († 1946)
- 05. Juni: Konstantinos Paspatis, griechischer Tennisspieler († 1903)
- 08. Juni: Yvonne Prévost, französische Tennisspielerin († 1942)
- 12. Juni: Hans Aniol, deutscher Schwimmer und Wasserballspieler († 1945)
- 14. Juni: Gustave Pelgrims, belgischer Fußballspieler († 1960)
- 14. Juni: Léon Thiébaut, französischer Fechter († 1943)
- 15. Juni: Wollmar Boström, schwedischer Tennisspieler († 1956)
- 17. Juni: Victor Cadet, französischer Schwimmer und Wasserballspieler († 1911)
- 21. Juni: Frederick Suerig, US-amerikanischer Ruderer († 1929)
- 30. Juni: Joseph Bourgougnoux, französischer Turner († 1969)
- 30. Juni: Henri de Saint Germain, französischer Säbelfechter († 1951)

### Juli
- 02. Juli: Albert Nasse, US-amerikanischer Ruderer († 1910)
- 04. Juli: Lambertus Doedes, niederländischer Segler († 1955)
- 09. Juli: Floyd MacFarland, US-amerikanischer Radrennfahrer († 1915)
- 09. Juli: Richard Sheldon, US-amerikanischer Leichtathlet († 1935)
- 14. Juli: Nils Klein, schwedischer Sportschütze († 1936)
- 18. Juli: Georges de la Nézière, französischer Leichtathlet († 1914)
- 18. Juli: Egill Reimers, norwegischer Segler († 1946)
- 21. Juli: Otto Satzinger, österreichischer Wasserspringer († 1945)
- 25. Juli: George Cattanach, kanadischer Lacrossespieler († 1954)
- 26. Juli: Ernst Hoppenberg, deutscher Schwimmer und Wasserballspieler († 1937)
- 29. Juli: Pat McDonald, US-amerikanischer Leichtathlet († 1954)
- 31. Juli: Robert Bodley, südafrikanischer Sportschütze († 1956)

### August
- 03. August: Dick Grant, kanadischer Langstreckenläufer († 1958)
- 10. August: Einar Hermann, dänischer Turner († 1953)
- 12. August: Østen Østensen, norwegischer Sportschütze († 1939)
- 13. August: Martin Borthen, norwegischer Segler († 1964)
- 16. August: Léon Binoche, französischer Rugbyspieler († 1962)
- 18. August: Dominique Lamberjack, französischer Radsportler, Motorrad- und Automobilrennfahrer sowie Unternehmer († 1948)
- 19. August: György Sztantics, ungarischer Geher († 1918)
- 21. August: Jamie McLoughlin, US-amerikanischer Ruderer († 1962)
- 25. August: Andreas Wegener, deutscher Ruderer († 1945)
- 26. August: Charles Power, irischer Hockeyspieler († 1953)
- 28. August: Eric Green, englischer Hockeyspieler († 1972)
- 28. August: Rudolf Swiderski, deutscher Schachmeister († 1909)
- 31. August: Frank Jarvis, US-amerikanischer Leichtathlet († 1933)
- 31. August: Marc Perrodon, französischer Säbelfechter und Sportschütze († 1939)

### September
- 03. September: Dorothea Douglass, britische Tennisspielerin († 1960)
- 04. September: George Blake, australischer Mittel- und Langstreckenläufer († 1946)
- 09. September: Arthur Fox, US-amerikanischer Fechter († 1958)
- 14. September: Ernest May, britischer Hammer-, Speer- und Diskuswerfer († 1952)
- 16. September: Gustave Charmoille, französischer Turner († unbekannt)
- 17. September: Antoine Védrenne, französischer Ruderer († 1937)
- 18. September: Billy Sherring, kanadischer Marathonläufer († 1964)
- 20. September: Walter Riemann, deutscher Schwimmer und Schwimmsportfunktionär († 1948)
- 21. September: Waldemar Lestienne, französischer Automobilrennfahrer, -konstrukteur und Unternehmer († 1967)
- 28. September: Joseph Ruddy, US-amerikanischer Schwimmer und Wasserballspieler († 1962)
- 29. September: Giosuè Giuppone, italienischer Bahnradsportler, Motorrad- sowie Automobilrennfahrer und Weltrekordler († 1910)

### Oktober
- 07. Oktober: Oscar Olson, US-amerikanischer Gewichtheber und Tauzieher († 1963)
- 08. Oktober: Walther Katzenstein, deutscher Ruderer († 1929)
- 12. Oktober: Truxtun Hare, US-amerikanischer Leichtathlet († 1956)
- 16. Oktober: Eugenio Canfari, italienischer Fußballfunktionär und Unternehmer († 1962)
- 16. Oktober: Albert Johnson, US-amerikanischer Kugelstoßer und Hammerwerfer († 1971)
- 16. Oktober: Maxie Long, US-amerikanischer Leichtathlet († 1959)
- 17. Oktober: Jacobo Fitz-James Stuart y Falcó, spanischer Polospieler († 1953)
- 19. Oktober: Rolf Kinzl, österreichischer Tennisspieler († 1938)
- 20. Oktober: Arthur St. Norman, südafrikanischer Geher und Marathonläufer († 1956)
- 28. Oktober: Daniel McDonald Lowey, britischer Tauzieher († 1951)
- 30. Oktober: Emil Röthong, deutscher Kunstturner († 1970)

### November
- 05. November: Max Ammermann, deutscher Ruderer († unbekannt)
- 06. November: Cornelius Burdette, US-amerikanischer Sportschütze († 1955)
- 08. November: Charles Arentz, norwegischer Segler († 1939)
- 10. November: Ellen Brusewitz, schwedische Tennisspielerin († 1952)
- 12. November: Major Taylor, US-amerikanischer Radrennfahrer, zweiter schwarzer Weltmeister der Geschichte († 1932)
- 14. November: Henry Field, US-amerikanischer Weitspringer († 1944)
- 15. November: Rezső Crettier, ungarischer Leichtathlet († 1945)
- 16. November: Harald Halvorsen, norwegischer Turner († 1965)
- 17. November: Paul Gibiard, französischer Turner († unbekannt)
- 17. November: Augustus Goessling, US-amerikanischer Schwimmer und Wasserballspieler († 1963)
- 19. November: Meredith Colket, US-amerikanischer Leichtathlet († 1947)
- 20. November: Cesare Liverziani, italienischer Sportschütze († unbekannt)
- 23. November: Harcourt Ommundsen, britischer Sportschütze († 1915)
- 23. November: Holcombe Ward, US-amerikanischer Tennisspieler († 1967)
- 26. November: Peter Deer, kanadischer Mittelstreckenläufer († 1956)
- 27. November: Charles Dvorak, US-amerikanischer Leichtathlet († 1969)
- 28. November: Edith Hannam, englische Tennisspielerin († 1951)
- 29. November: John Derbyshire, britischer Schwimmer und Wasserballspieler († 1938)
- 29. November: Hubert Lefèbvre, französischer Rugbyspieler († 1937)

### Dezember
- 09. Dezember: John Holloway, irischer Zehnkämpfer († 1950)
- 09. Dezember: Georges Malfait, französischer Leichtathlet († 1946)
- 10. Dezember: Enrico Brusoni, italienischer Radrennfahrer († 1949)
- 15. Dezember: Albert Colomb, französischer Automobilrennfahrer († 1941)
- 17. Dezember: Georges Romas, belgischer Wasserballspieler († unbekannt)
- 18. Dezember: Matt McGrath, US-amerikanischer Hammerwerfer († 1941)
- 21. Dezember: Hugo Peitsch, deutscher Kunstturner († 1951)
- 21. Dezember: Addin Tyldesley, britischer Schwimmer und Wasserballspieler († 1962)
- 22. Dezember: Meyer Prinstein, US-amerikanischer Leichtathlet († 1925)
- 23. Dezember: Émile Rumeau, französischer Sportschütze († 1943)
- 24. Dezember: Anton Heida, US-amerikanischer Turner († unbekannt)
- 26. Dezember: Frank Wright, US-amerikanischer Sportschütze († 1931)
- 28. Dezember: Jean Patou, belgischer Radrennfahrer († 1914)
- 000Dezember: František Hirsche, böhmischer Bahnradfahrer († 1971)

### Genaues Datum unbekannt
- Nikolaos Andriakopoulos, griechischer Turner († unbekannt)
- Spyridon Belokas, griechischer Langstreckenläufer († unbekannt)
- Dimitrios Christopoulos, griechischer Leichtathlet († unbekannt)
- Eugène Coulon, französischer Wasserballspieler († unbekannt)
- Angelos Fetsis, griechischer Leichtathlet († unbekannt)
- Georges Garnier, französischer Fußballspieler († 1936)
- Pierre Gellé, französischer Schwimmer und Wasserballspieler († 1917)
- Paul Kaisermann, französischer Schwimmer († unbekannt)
- René Lériche, französischer Schwimmer und Wasserballspieler († unbekannt)
- Ernest Martin, französischer Schwimmer und Wasserballspieler († unbekannt)
- Lucien Martinet, französischer Ruderer († unbekannt)
- August Petri, deutscher Fechter und Sportfunktionär († unbekannt)
- Heinrich Schrader, deutscher Fechter († unbekannt)
- Athanasios Skaltsogiannis, griechischer Leichtathlet († unbekannt)
- František Souček, böhmischer Leichtathlet († unbekannt)
- Panagiotis Trivoulidis, griechischer Tauzieher († unbekannt)

## Gestorben
- 2. März: John Cochrane, schottischer Schachspieler (* 1798)